# Tramways de l'Ouest du Dauphiné

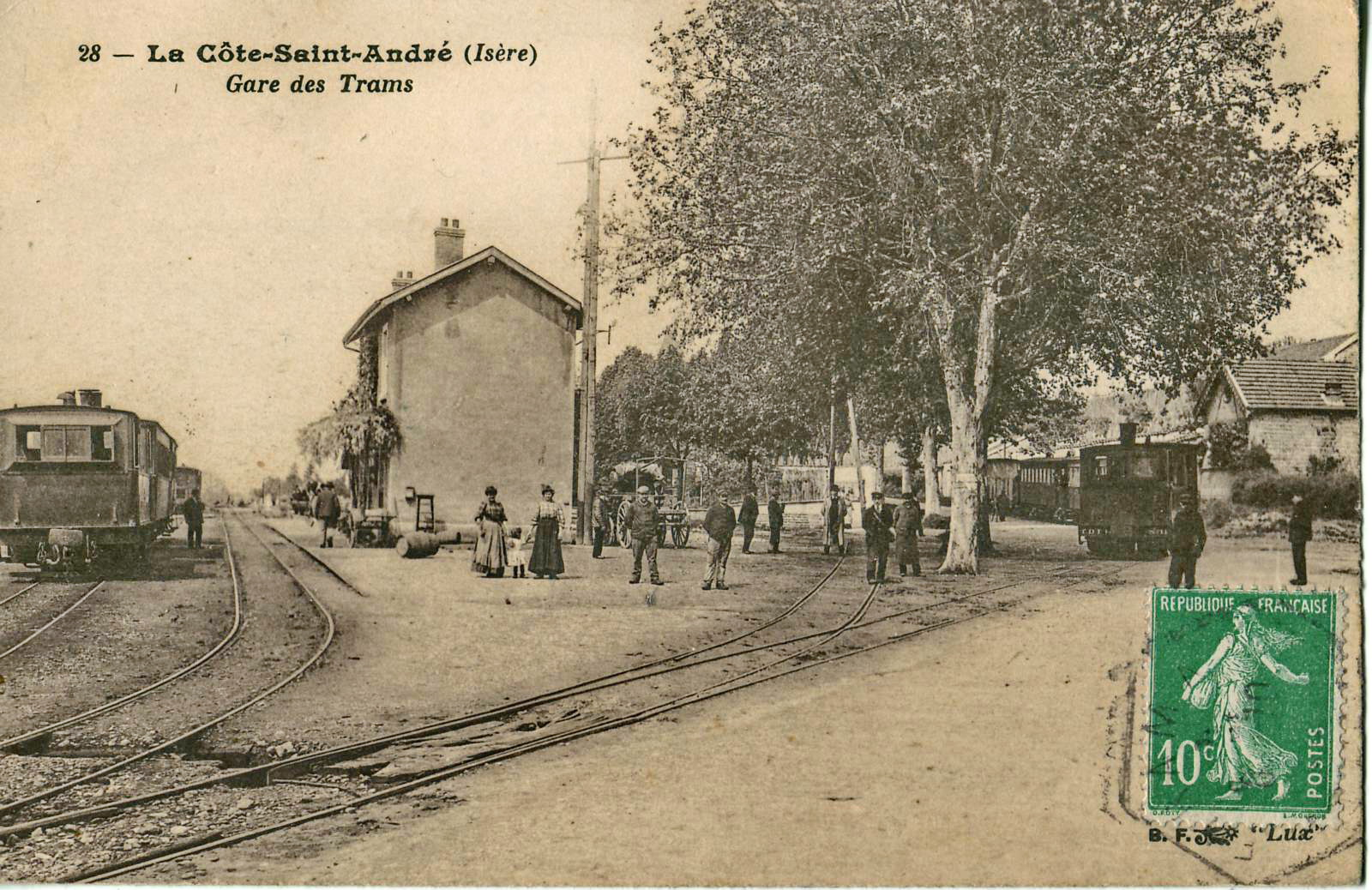
La gare de La Côte-Saint-André, au temps des TDI

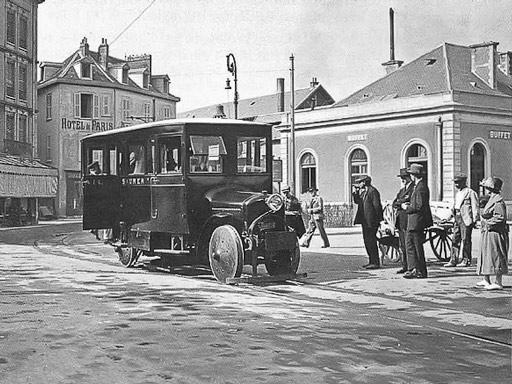
Autorail Saurer ayant été en essai sur le réseau TOD.

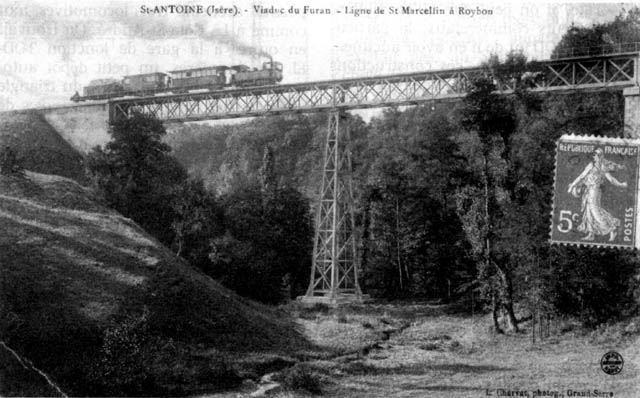
Viaduc du Furan sur la ligne Roybon Saint Marcellin.

Les Tramways de l'Ouest du Dauphiné formaient un réseau de tramway à voie métrique situé dans le nord-ouest du département de l'Isère. À son apogée, la longueur du réseau atteignit 153 km de voies.
Il s'étendait de Saint-Jean-de-Bournay à la Côte-Saint-André et au Grand Lemps. La Compagnie des chemins de fer du Sud de la France avait mis en service une extension vers Lyon et Saint-Marcellin. Il était intégré à la régie des Voies Ferrées du Dauphiné. Le réseau était en partie construit sur la route ou en accotement ; les lignes avaient un profil difficile. Le matériel roulant était composé de locomotives bicabines.

## Chronologie historique
- 1897-1902 Tramway de l'Isère (TI)[1]
- 1902-1913 Sud-France-Isère (SFI)
- 1914-1920 Tramway départementaux de l'Isère (TDI)
- 1921-1938 Tramways de l’Ouest du Dauphiné (TOD)

## Lignes
- Lyon-Monplaisir - Heyrieux - Saint-Jean-de-Bournay - La Côte-Saint-André - Roybon - Saint-Marcellin (Isère)
  - Lyon - Heyrieux  (23 novembre 1909 - 1er juillet 1937)
  - Heyrieux - Saint-Jean-de-Bournay (23 novembre 1909 - 1935/36)
  - Saint-Jean-de-Bournay - La Côte-Saint-André (17 décembre 1899 - 1936)
  - La Côte-Saint-André - La Côte-Saint-André — le Rival (8 avril 1900 - fin 1937)
  - La Côte-Saint-Andre – Le Rival - Viriville (8 avril 1900 - fin 1937)
  - Virville - Roybon (3 juin 1901 - 1936)
  - Roybon - Saint-Marcelin ( 6 avril 1908 - 1935)
- La Côte-Saint-André - Le Grand-Lemps
  - La Côte-Saint-André - Grand-Lemps (18 juin 1899 - 1er août 1935)
- Bonpertuis - Le Pont-de-Beauvoisin ;
- La Tour-du-Pin - Saint-Clair-de-la-Tour - La Bâtie-Montgascon - Corbelin - Veyrins - Les Avenières  (18 km)
  - La Tour-du-Pin - Les Avenières (décembre 1909 - 1er août 1935)

### Ouvrages d'art

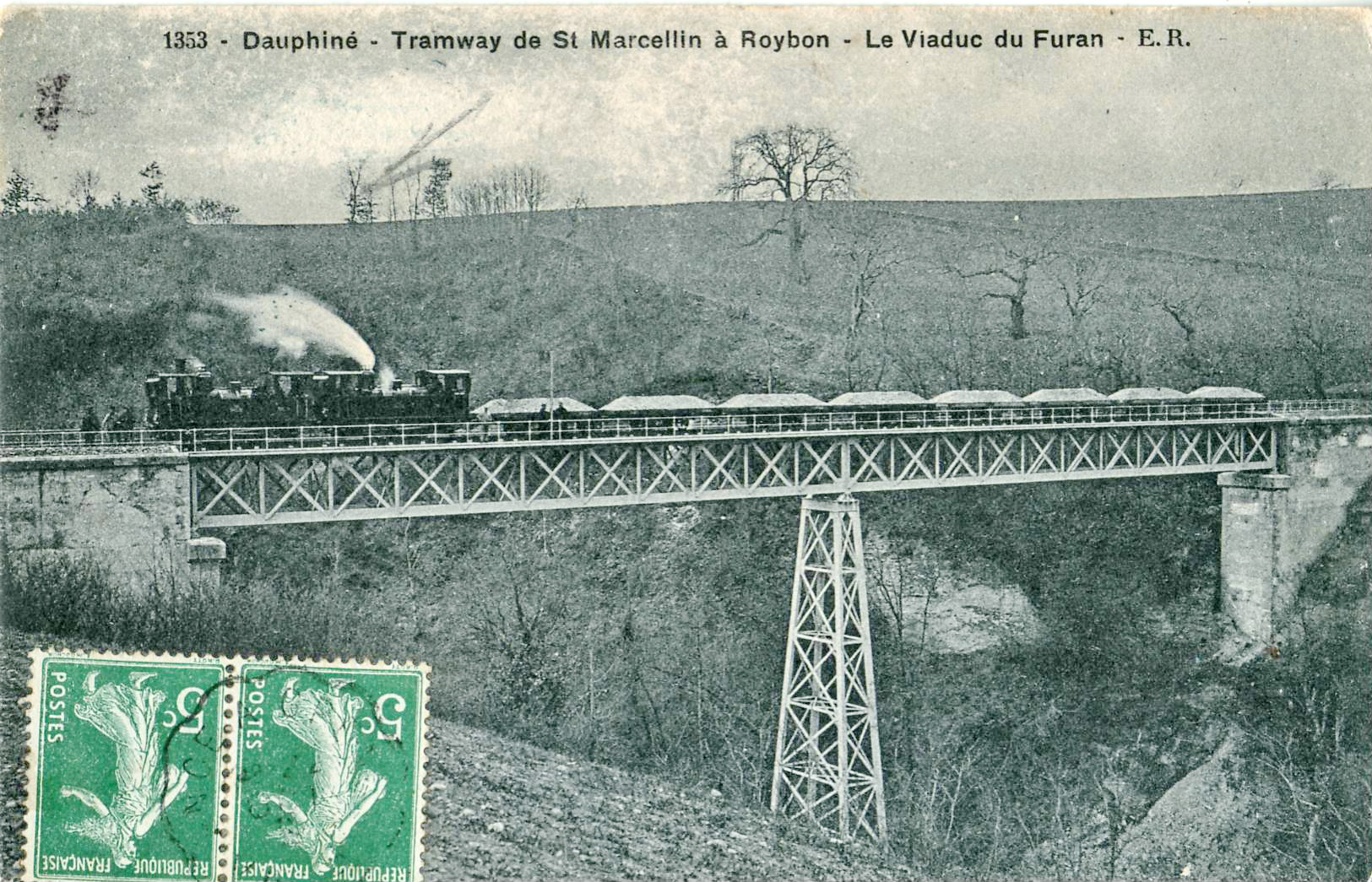
Viaduc du Furan.

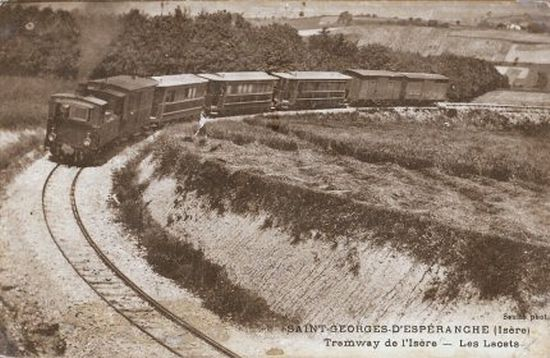
Un train quittant Saint-Georges-d'Espéranche.

Ces lignes comportaient peu d'ouvrages d'art. Seule la ligne de Roybon à Saint-Marcellin comportait deux tunnels, l'un à Dionay (près de St Marcellin), l'autre à St Siméon de Bressieux (près de La Côte St André) et un viaduc métallique sur le Furan à Saint-Antoine-l'Abbaye.
La voie était posée le plus souvent en accotement de la route, et sur la chaussée dans la traversée des communes. Elle était en site propre sur quelques tronçons pour éviter des déclivités trop fortes, comme à Saint-Georges-d'Espéranche et entre Roybon et Saint-Antoine.

### Correspondance
Les tramway de l'Ouest du Dauphiné étaient reliés à Lyon aux lignes de l'ancien tramway de Lyon (OTL) et à Saint-Jean-de-Bournay à la ligne CEN Vienne - Voiron - Charavines.

## Exploitation
La compagnie des Tramways de l'Isère exploite le réseau à son ouverture. Puis, en 1903 la compagnie des Chemins de fer du Sud de la France reprend l'exploitation jusqu'en 1914. L'exploitation est ensuite provisoirement assurée sous séquestre par le département sous le nom de « Tramways départementaux de l'Isère » .  Le réseau est repris en 1922 par la régie départementale des VFD, qui l'exploite sous le nom de Tramways de l'Ouest du Dauphiné.

### Matériel roulant
Les locomotives

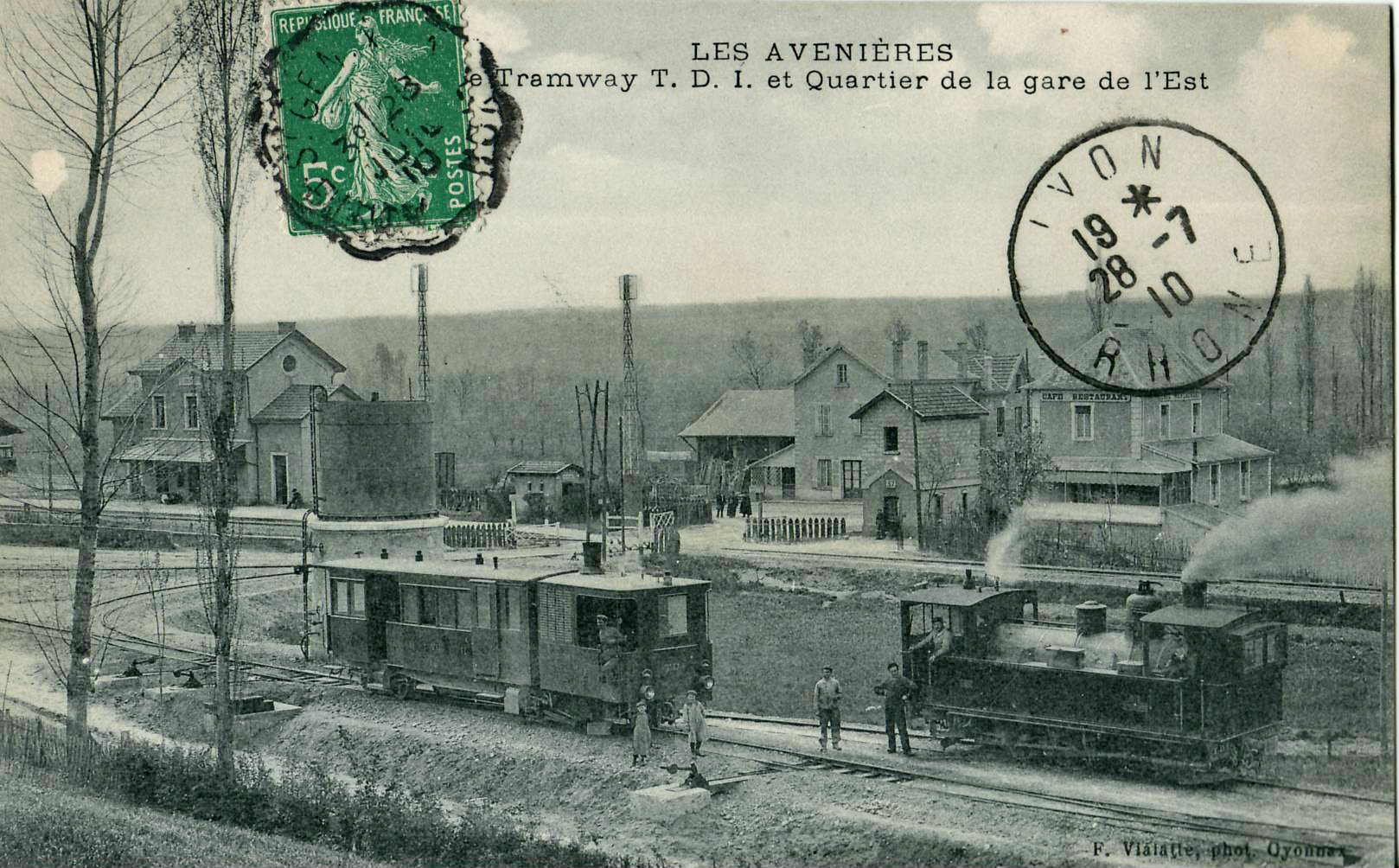
Le dépôt de la ligne La Tour-du-Pin - Les Avenières dans ce dernier bourg, du temps des TDI. On y voit la locomotive bicabine de 22 tonnes n°18 (future n° 34 ?) Pinguely, et une des deux automotrices à vapeur Buffaud & Robatel/La Buire du réseau. À gauche du cliché, la gare du Chemin de fer de l'Est de Lyon

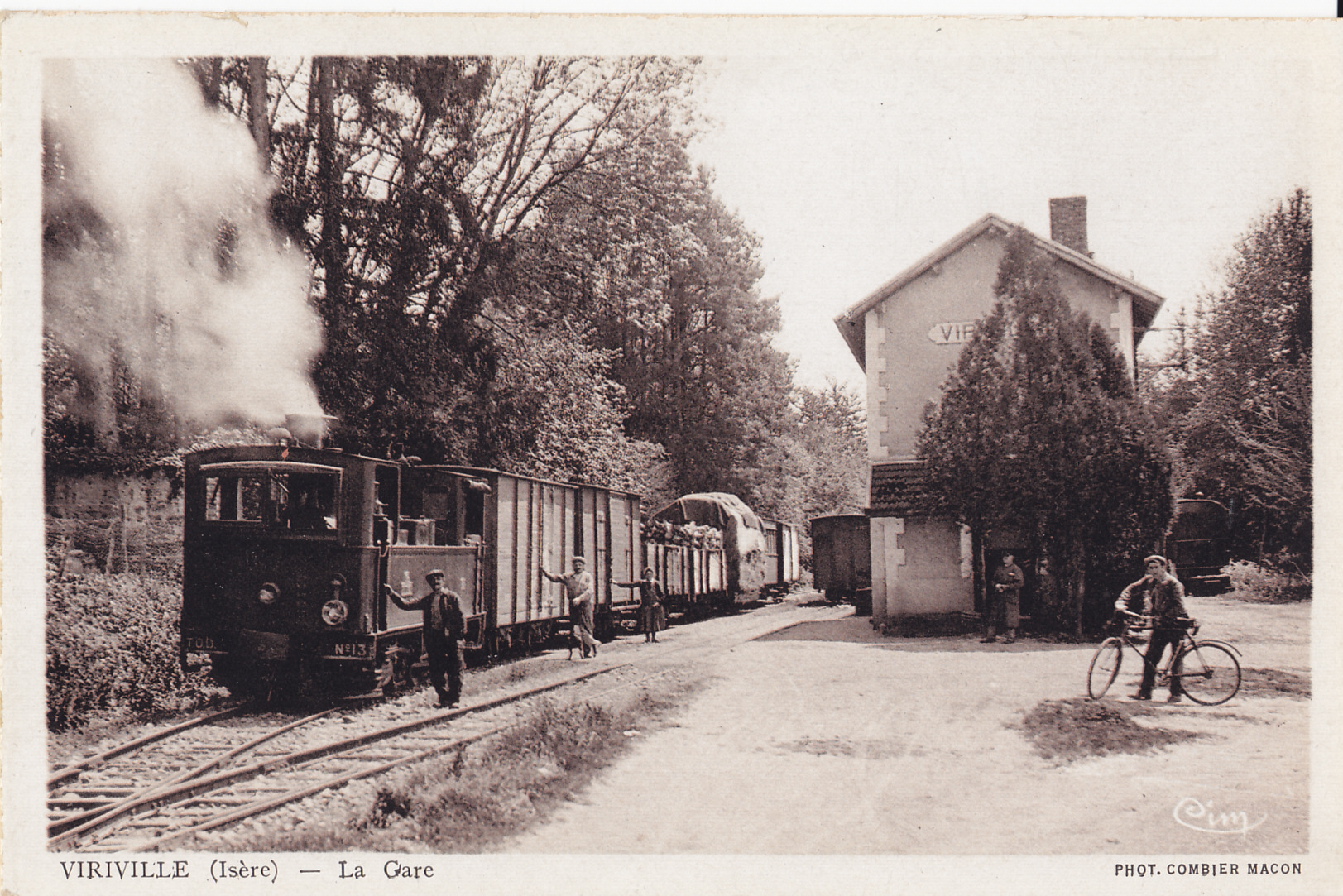
Locomotive n°13 en tête d'une rame marchandise en gare de Viriville.

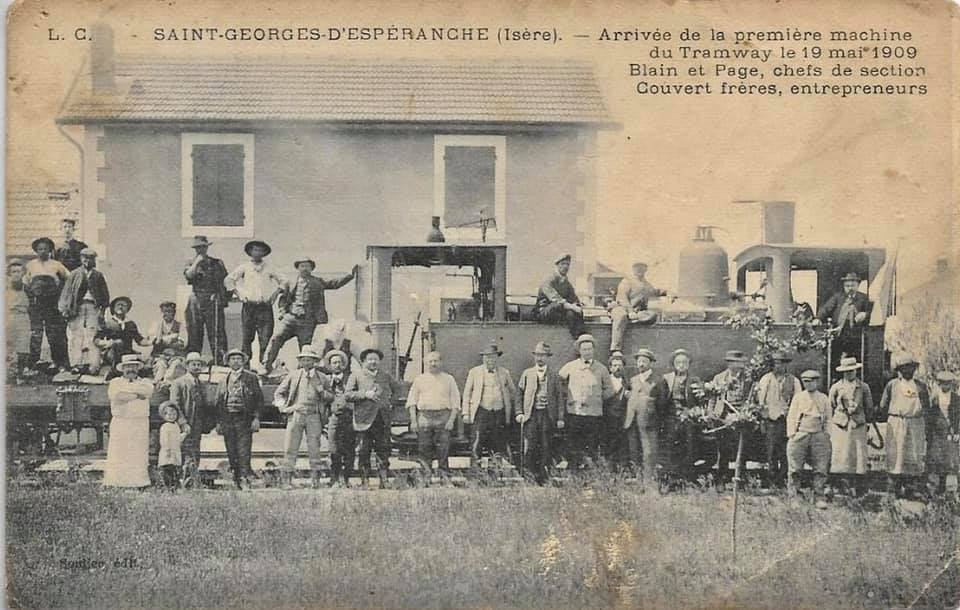
Locomotive de la série 9 à 14 en gare de Saint Georges-d'Esperanche (Isère).

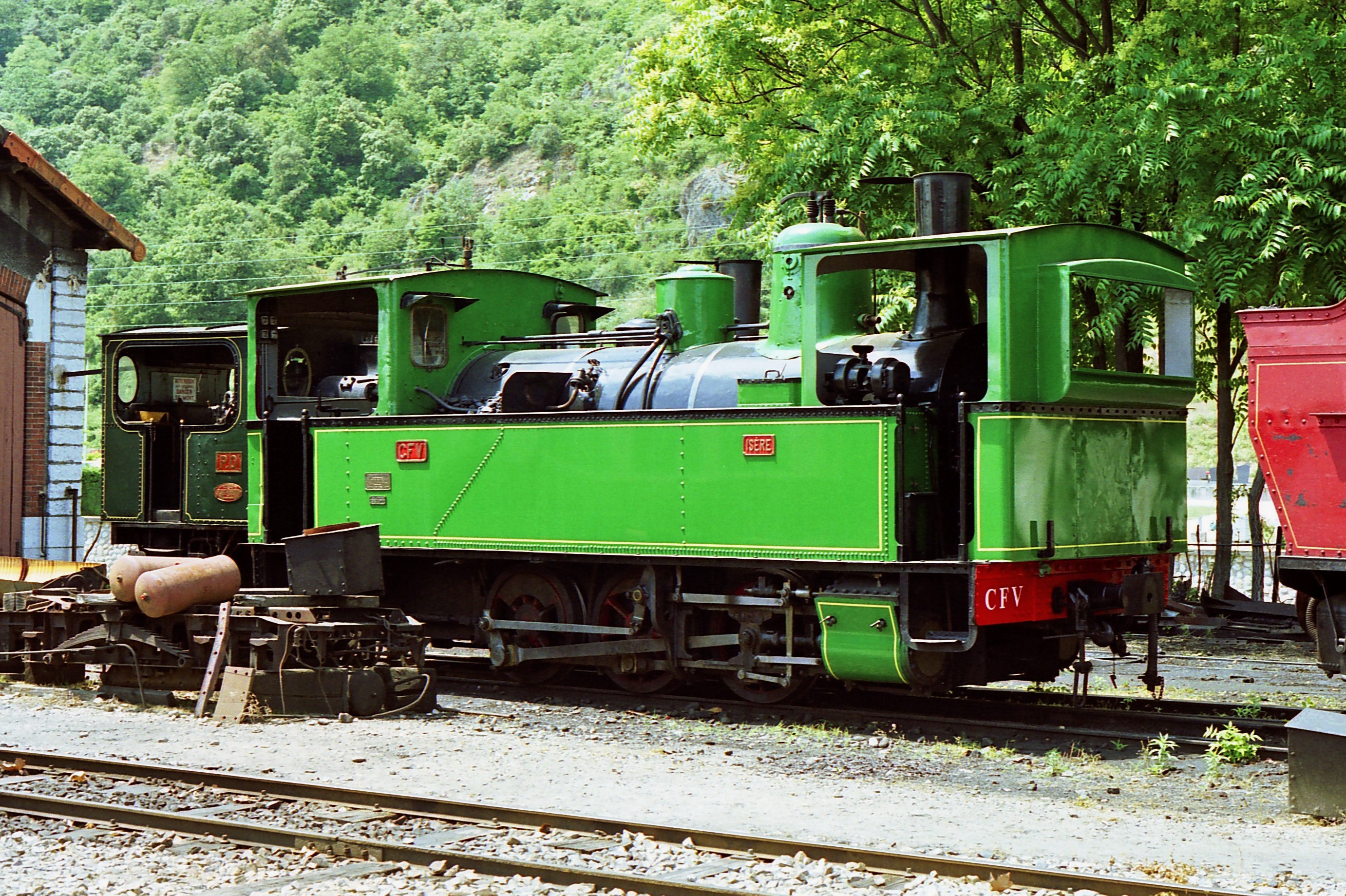
Locomotive N°31 préservée au chemin de fer du Vivarais.

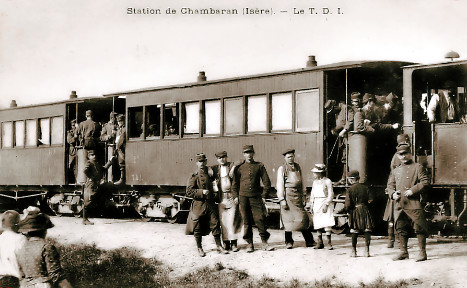
Voiture à voyageur à bogies construite par Decauville, série B 21 à 28.

Toutes les machines ont été construites par la firme lyonnaise Pinguely.
Ces locomotives de type "030" tender avaient une particularité, celle de posséder deux cabines de conduite, une à l'arrière et l'autre à l'avant sur le tablier, devant la cheminée. La visibilité du mécanicien qui conduisait était ainsi améliorée.
| locomotives | constructeur | n°construction | année | livrée au           |
| "1-7"       | Pinguely     | 59 à 66        | 1897  | Tramways de L'Isère |
| "8"         | Pinguely     | 92             | 1899  | Tramways de L'Isère |
| "9-14"      | Pinguely     | 234 à 238      | 1908  | Sud-France          |
| "15-16"     | Pinguely     | 283 à 284      | 1908  | Sud-France          |
| "17-19"     | Pinguely     | 307 à 308      | 1910  | Sud-France          |
| "20-21"     | Pinguely     | 328 à 329      | 1915  | TDI                 |

En 1909, une série de 4 locomotives plus puissantes fut livrée au Sud France
| locomotives | constructeur | n°construction | année | livrée au  |
| "31-34"     | Pinguely     | 240 à 243      | 1909  | Sud-France |

Les voitures voyageurs
Le parc de voitures voyageurs était constitué de 27 voitures à essieux construites par les chantiers de La Buire, 13 voitures à bogies, construites par Decauville et 11 voitures mixtes (2e classe + fourgon) à essieux : 

27 voitures à essieux, construites par les chantiers de La Buire
13 voitures à bogies, construites par Decauville
11 voitures mixtes à essieux, fourgon et 2e classe
A1 - A2, 1re classe, chantiers de La Buire 1899
AB 1-AB 4, 1re/2e classe, Decauville 1910, à bogies
AB 5-AB 8, 1re/2e classe, ex tramway de Lyon, à bogies
AB 9, 1re/2e classe, Decauville 1910, à bogies
AB 10-13, 1re/2e classe, ex tramway de Lyon, à bogies
B 21-28, 2e classe, Decauville 1910, à bogies
B 31-50, 2e classe, chantiers de La Buire 1899
B 51, 2e classe, ex tramway de Lyon, à bogies
B 52-53, 2e classe, chantiers de La Buire 1899
B 54, 2e classe, ex tramway de Lyon, à bogies
B 55, 2e classe, chantiers de La Buire 1899
B 56-57, 2e classe, ex tramway de Lyon, à bogies
B 58-59, 2e classe, chantiers de La Buire 1899
BDP1, 2e classe/ fourgon / poste, chantiers de La Buire 1910
ADP 2, 1re classe/ fourgon / poste, Decauville, 1899
BDP 3-5, 2e classe/ fourgon / poste, chantiers de La Buire 1910
ADP 6, 1re classe/ fourgon / poste, Decauville, 1899
BDP 7-8, 2e classe/ fourgon / poste, chantiers de La Buire 1910
ADP 9-10,1re classe/ fourgon / poste, Decauville, 1899
ADP 11, 1re classe/ fourgon / poste, chantiers de La Buire 1910
Les fourgons à bagages, à 2 essieux
DP 1 à 5, fourgons avec compartiment postal
Les wagons de marchandises
wagons couverts : J 101-156
wagons tombereaux : T 200-269
wagons plats: P 301-341

## Matériel et installations préservées

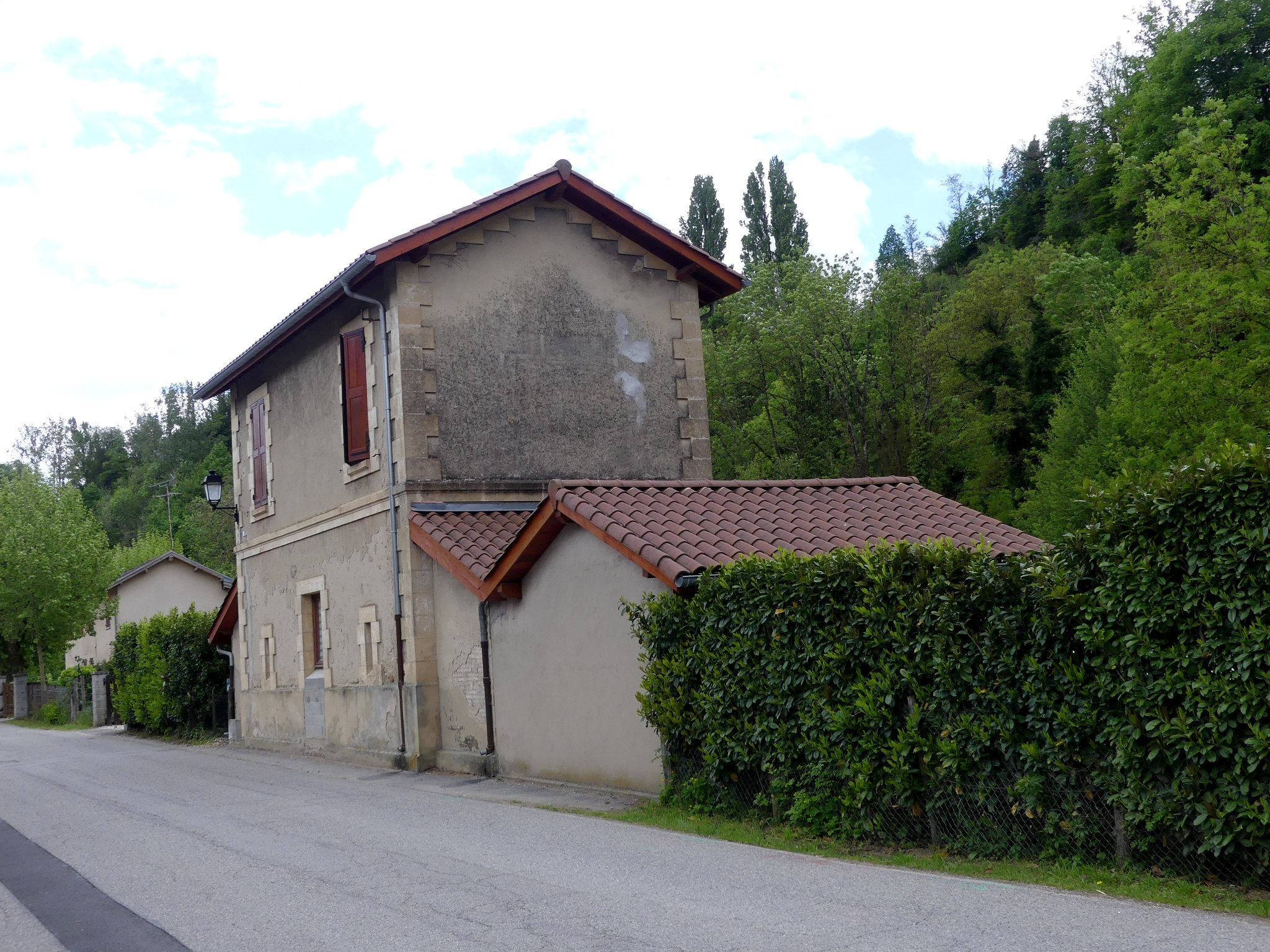
La gare de Saint Antoine l'Abbaye

La locomotive n°31 est préservée par l'association SGVA.
Plusieurs bâtiments sont encore visibles, ainsi la gare de Saint-Antoine-l'Abbaye.